# Broughton Castle

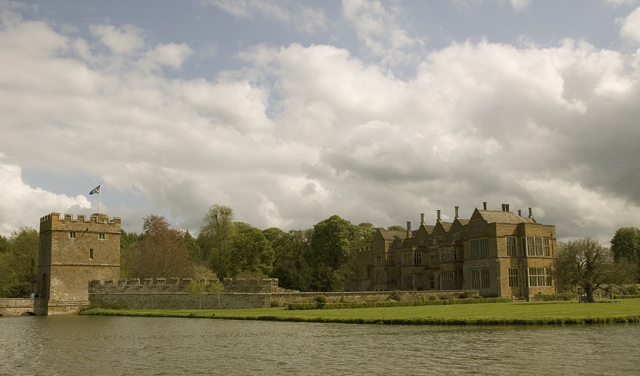
Foto d'insieme del castello come appare oggi.

Broughton Castle è un castello medievale inglese che sorge vicino al villaggio di Broughton, non distante dalla città di Banbury, nell'Oxfordshire.
Il maniero venne fatto costruire come fortezza difensiva da Sir John de Broughton nel 1300: la località venne scelta perché una serie di canali permettevano la formazione di fossati di difesa pieni d'acqua che costituivano un freno per possibili assalitori del castello (ancora oggi il fossato del castello ha un'estensione di ben 3 acri).
Nel 1377 il castello fu ceduto a William di Wykeham, vescovo di Winchester. L'edificio venne dotato di merli da Sir Thomas Wykeham, discendente del vescovo William, nel 1406.
Nel 1451 la famiglia baronale Fiennes ottenne la proprietà del castello. 
Nel 1550 Richard Fiennes fece riprogettare il castello, che venne trasformato in un edificio caratteristico dello stile Tudor, caratterizzato da caminetti decorati, corridoi a volta e soffitti intonacati.
L'unico figlio di Richard, William Fiennes, I visconte Saye e Sele, che aveva fatto carriera politica a Londra grazie all'amicizia del duca di Buckingham, il quale aveva inoltre insistito per la sua nomina a visconte, si schierò, nella guerra civile inglese, contro il re Carlo I. Per questo motivo il castello fu luogo di incontro delle forze parlamentari; nel 1642 il visconte radunò truppe e combatté nella battaglia di Edgehill a fianco dei parlamentari e contro i realisti guidati da Rupert del Reno.  La battaglia, senza vincitori, permise tuttavia alle truppe del re di assaltare e assediare il castello.
Il castello cadde in rovina nel corso del XIX secolo. L'intervento del proprietario Frederick Fiennes salvò il maniero che venne modificato esteriormente divenendo un edificio vittoriano. I progetti di ristrutturazione del castello erano di George Gilbert Scott.
La famiglia Saye and Sele abita ad oggi il castello.

## Attualità
Molti luoghi del castello sono stati utilizzati numerose volte come scene di ambientazione di film. Tra i più celebri girati, almeno in parte, a Broughton Castle sono: La primula rossa, La pazzia di Re Giorgio, Shakespeare in Love.

## Galleria d'immagini

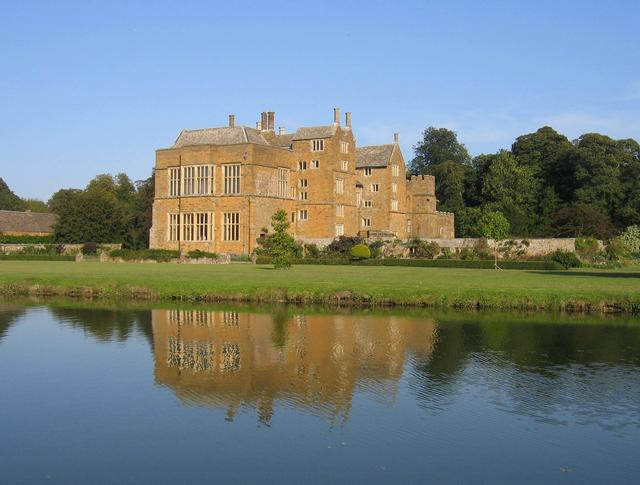
Esterno del castello
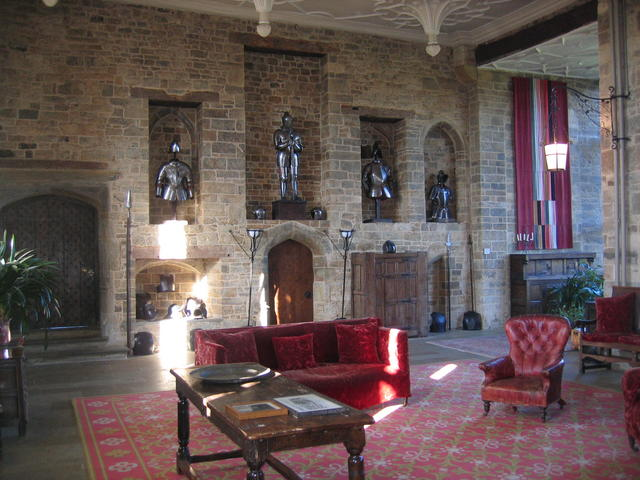
La Great Hall
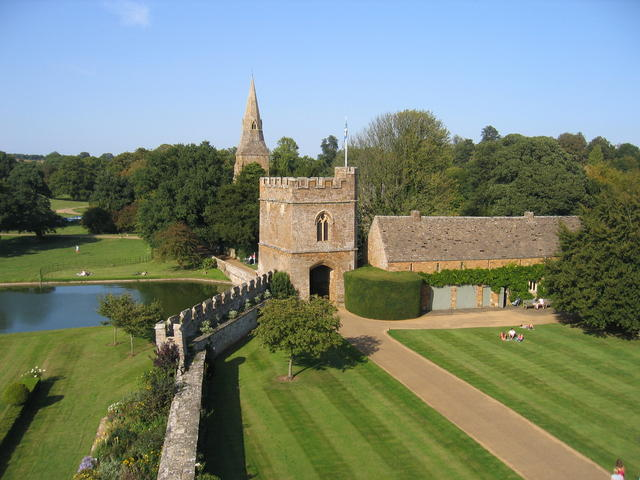
Giardini
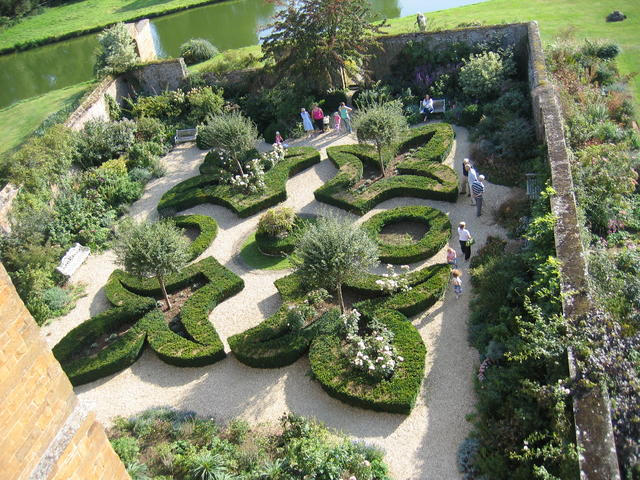
Giardini